# Atelopus limosus
Atelopus limosus é uma espécie de sapo da família Bufonidae. Ele era endêmico no Panamá. Seu habitat natural são as florestas úmidas das terras baixas, em áreas tropicais e subtropicais, e rios. Está ameaçado pela perda do seu habitat.